# Robert Leroux (sociologue)
Pour les articles homonymes, voir Robert Leroux et Leroux.
Robert Leroux est un professeur de sociologie né en 1964 à Saint-Jérôme (Québec) et mort à Gatineau le 2 octobre 2022. 

## Biographie

### Études
Il détient un diplôme postdoctoral du C.N.R.S. (Centre national de la recherche scientifique, France), un doctorat en sociologie de l’Université Laval (Canada), une maîtrise en sociologie de l’Université de Montréal (Canada) et un baccalauréat en histoire de l’Université de Montréal (Canada).

### Carrière
Après avoir enseigné à l’université Laval, l'université de Montréal et à l'University of Alberta, Robert Leroux est devenu professeur adjoint, puis professeur agrégé et il a finalement été nommé professeur titulaire à l’Université d’Ottawa.

## Idées
Robert Leroux s’intéresse à l'épistémologie, à l'histoire des sciences sociales et à la pensée libérale. Son livre Lire Bastiat : Science sociale et libéralisme a été couronné du prix Charles-Dupin par Académie des sciences morales et politiques de Paris, section économie politique, en 2008. Ce livre est paru en traduction anglaise chez Routledge en 2011. Il a également publié le premier ouvrage en langue française consacré entièrement à l'économiste autrichien Ludwig von Mises en 2009. Dans la plupart de ses travaux, il veut démontrer que les sciences sociales peuvent parvenir à un niveau de scientificité et de rigueur comparables à ce que l'on trouve dans les sciences de la nature.

## Livres publiés
- Histoire et sociologie en France, Paris, Presses universitaires de France, 1998.
- Raymond Boudon, Y a-t-il encore une sociologie ?, avec Robert Leroux, Paris, Odile Jacob, 2003.
- Cournot sociologue, Paris, Presses Universitaires de France, 2004.
- Lire Bastiat, Science sociale et libéralisme, Paris, Hermann, 2008 (traduction italienne:  Rome, Nuova Cultura, 2013).
- Ludwig von Mises, vie, œuvres, concepts, Ellipses, Paris, 2009.
- Gabriel Tarde, vie, œuvre, concepts, Paris, Ellipses, 2011.
- Political Economy and Liberalism in France:  The Contributions of Frédéric Bastiat, Routledge, London and New York, 2011.
- (Avec David M. Hart), French Liberalism in the 19th Century: An Anthology, Routledge, London and New York, 2012.
- (Avec David M. Hart), L'Âge d'or du libéralisme français, Paris, Ellipses, 2014.
- Aux fondements de l'industrialisme:  Comte, Dunoyer et la pensée libérale en France, Paris, Hermann, 2015.
- The Foundations of Industrialism:  Dunoyer, Comte and French Liberalism Thought, New York, Peter Lang, 2016.
- History and Sociology in France, London, Routledge, 2018.
- (Éd.) The Anthem Companion to Gabriel Tarde, London, Anthem, 2018.
- (Éd.) The Anthem Companion to Maurice Halbwachs, London, Anthem Press, London, 2020.
- Les deux universités : post-modernisme, néo-féminisme, wokisme et autres doctrines contre la science, Paris, Les Éditions du Cerf, 2022.